# Wassili Nikolajewitsch Kusnezow
Wassili Nikolajewitsch Kusnezow (russisch Василий Николаевич Кузнецов, englische Transkription Vasily Kuznetsov; * 28. Juni 1989) ist ein russischer Badmintonspieler. 

## Karriere
Wassili Kusnezow siegte 2013 bei den Slovak International, den Norwegian International, den Turkey International und den Slovenian International im Herrendoppel. 2014 war er bei den Estonian International ebenfalls im Herrendoppel erfolgreich. 2015 wurde er gemeinsam mit Nikita Khakimov nationaler Meister im Herrendoppel.